# HTC 10
HTC 10 là một điện thoại thông minh Android được sản xuất và tiếp thị bởi HTC. Nó được công bố vào ngày 12 tháng 4 năm 2016.

## Thông số kỹ thuật
Phần cứng:
Màn hình:
+ Kích thước 5.2inh
+ Độ phân giải 2K (1440p × 2160p)
+ Công nghệ Supper-LCD 5
+ Mặt kính Gorilla Glass 4
+ Cảm ứng điện dung đa điểm
Thiết kế:
+ Thanh, thẳng
+ Vật liệu kim loại, thiết kế nguyên khối, không tháo rời
Camera sau:
_ 12MP có đèn Flash
_ Hệ thống lấy nét Laser
_ Tự động lấy nét
Camera trước:
_ 5MP
Pin: 3000mAh, có sạc nhanh 3.0, công nghệ Li-Po
Cổng kết nối: Type-C
Jack cắm 3.5mm: có
2 loa Boom Sound.
```
TRÊN ĐÂY LÀ CÁC THÔNG SỐ CƠ BẢN
```